# Bodstedter Bodden
Bodstedter Bodden er en del af fjorkæden Darß-Zingster Boddenkette og Nationalpark Vorpommersche Boddenlandschaft. Den ligger på den sydlige del af halvøen Fischland-Darß-Zingst ved Mecklenburg-Vorpommerns  kyst. Den bugtrige med siv bevoksede kystlinie er et smukt landskab, hvor de ved kysten nærliggende landsbyer er populære turistmål.
Boddens vestgrænse til bugten Koppelstrom er den lille  lave siv-ø  Borner Blüten". Srømmen Koppelstrom Saaler Bodden. Mod øst danner det smalle havstræde Meiningen overgangen til Barther Bodden og Zingster Strom. I   den sydlige del af Bodden befinder søen Redensee med landsbyen Fuhlendor. Mod nordøst udmunder strømmen  Prerower Strom, den tidligere havudgang, i Bodden. Boddens med ti meter dybeste sted ligger lige før den lave siv-ø Meininger Bülten'. Resten af Bodden er sjældent mere end tre meter dyb.

## Landsbyer ved Bodstedter Bodden
- Born a. Darß
- Fuhlendorf med den navngivende bydel Bodstedt
- Wieck a. Darß

- Den gamle havn i Bodstedt
- Bodstedter Bodden med Redensee
- Bodtedter Bodden set fra Bodstedt
- Typisk landskab ved Bodden

## Ekstern henvisninger
- Wikimedia Commons har flere filer relateret til Bodstedter Bodden
- http://www.geo.de/reisen/community/bild/522179/Zingst-Deutschland-Fischland-Darss-Der-Bostedter-Bodd
- http://www.ostseeferieninfo.de/region_fdz/themen/kommunen/bodstedt/bodstedt_fuhlendorf.html

54°23′31″N 12°37′33″Ø / 54.3919°N 12.6258°Ø